# Кричевский, Никита Александрович
Ники́та Алекса́ндрович Криче́вский (род. 13 декабря 1968, Москва, РСФСР, СССР) — российский экономист и публицист, специалист в области государственного управления экономикой, финансов, риск-менеджмента и социального обеспечения, радиоведущий.

## Биография
Учился в Московской общеобразовательной школе 734.
В 1987—1989 годах служил в Советской армии ВС СССР.
В 1992 году экстерном окончил Государственную академию управления по специальности «Организация и управление производством в машиностроительной промышленности». В 1995 году защитил диссертацию на соискание учёной степени кандидата экономических наук по теме «Пути финансового оздоровления несостоятельных предприятий (банкротов)».
В период 1996—2003 годов работал в различных банковских и коммерческих учреждениях (вице-президент «Инфо-банка»), одновременно выполняя преподавательскую и научную работу.
В 2004 году защитил диссертацию на соискание учёной степени доктора экономических наук по теме «Современные тенденции функционирования и развития российского страхового рынка». С 2005 года по 2007 год — заведующий кафедрой социального страхования Российского государственного социального университета; в 2006 году в этом же университете получил учёное звание профессора.
В 2008—2009 годах — научный руководитель Автономной некоммерческой организации Институт национальной стратегии, учреждённой Станиславом Белковским.
В 2010—2011 годах — председатель Экспертного совета общественной организации «Опора России».
В 2011 году вместе c Геннадием Гудковым создавал общественное пропрезидентское движение «Россия, вперёд!», которое, однако, зарегистрировано не было. В 2011 году входил в список «Справедливой России» после Геннадия Гудкова. После лишения мандата последнего должен был стать депутатом VI Государственной Думы, но руководство «Справедливой России» приняло решение о передаче мандата Г. Гудкова Александру Тарнавскому.
В 2013—2016 годах занимал должность главного научного сотрудника Института экономики РАН.
В 2017 году основал авторский Telegram канал, который в 2024 году вошел ТОП – 100 лучших российских Telegram каналов на платформе Павла Дурова.
Является автором свыше 200 научных и публицистических статей. В 2005—2008 годах под его руководством защищено 15 кандидатских диссертаций.
Индекс Хирша: Scopus — 0, Web of Science (Publons) — 0, РИНЦ — 9, РИНЦ с учетом статей только в журналах — 3, ядро РИНЦ — 0.

## Семья
Состоит во втором браке; отец троих детей. Играет на пианино, любит джаз.
Бабушка — Мария Петровна (ум. 1938, похоронена в Ярославле, на кладбище в Тверицах; кладбище позже было снесено). Дедушка — Фёдор Николаевич, офицер советской армии, участник Великой Отечественной войны (ум. 1978, похоронен в Ярославле, на ветеранском кладбище в Чурилково). Отец — Александр Владимирович Кричевский, в 2003 году по суду отсудил у Никиты алименты на своё содержание — одну тыс. рублей.

## Основные работы
- Шабалин Е. М., Кричевский Н. А., Карп М. В. Как избежать банкротства. — М.: Инфра-М, 1996. — 140 с.
- Кричевский Н. А. Страхование инвестиций. Учебное пособие. — М.: Дашков и Ко, 2005. — 256 с.
- Кричевский Н. А., Куксин А. Г. Государственное регулирование социального страхования. — М.: Дашков и Ко, 2006. — 137 с.
- Кричевский Н. А., Калинин М. И. Ипотечное жилищное кредитование. — М.: Дашков и Ко, 2006. — 227 с.
- Кричевский Н. А., Гончаров С. Ф. Корпоративная социальная ответственность — М.: Дашков и Ко, 2007. — 215 с.
- Кричевский Н. А., Соловьев А. К., Маркушина И. Ю. и др. Социальное страхование. Учебник. — М.: Дашков и Ко, 2007. — 313 с.
- Кричевский Н. А., Кирюшкин Р. А. Риск рейдерства: сущность, оценка, управление. — М.: Маркетинг, 2007. — 43 с.
- Кричевский Н. А. Россия. Экономика во лжи. Прошлое, настоящее и будущее российской экономики . — М.: Эксмо, 2014. — 270 с.
- Кричевский Н. А. Россия. Сквозь санкции — к процветанию. — М.: Дашков и Ко, 2016. — 220 с.
- Кричевский Н. А. Россия. Наследие противоречий. Истоки русского экономического характера . — М.: Дашков и Ко, 2016. — 380 с.
- Кричевский Н. А. Антискрепа. — М.: Концептуал, 2018. — 320 с.
- Кричевский Н. А. Россия. Русские глубинные скрепы. Культурный код национального характера . — М.: Дашков и Ко, 2021. — 400 с